# Négyszög
A geometriában a négyszög olyan sokszög, amelynek négy oldala és négy csúcsa van. A belső szögeinek összege 360°.

## Szabályos négyszög
A szabályos négyszöget négyzetnek nevezzük, melynek minden oldala egyenlő és minden szöge 90° (derékszög).

## Rendszerezés
A matematika a kategóriákat bezárólag értelmezi. Emiatt egy négyzetről például elmondhatjuk, hogy egyben téglalap, rombusz. Ha a négyzeteket mint egy halmazt szemléljük, akkor a négyzetek halmaza például olyan halmaz lesz, mely a paralelogrammák, húrnégyszögek és deltoidok halmazának metszete.
A négyszögek lehetnek egyszerűek (önmagukat nem metszők) vagy elfajultak (önmagukat metszők). Az egyszerű négyszögek továbbá lehetnek  konvexek vagy konkávak. A konvex négyszögek (kivétel deltoid) a következőképpen csoportosíthatók:
- Trapéz: legalább két szemközti oldala párhuzamos.
- Húrtrapéz (szimmetrikus trapéz, néhány tárgyalásban: egyenlő szárú trapéz): olyan tengelyesen szimmetrikus négyszög, amelynek szimmetriatengelyére nem illeszkedik csúcs.[1] Húrtrapézt a szimmetriatengelyére tükrözve két-két csúcs éppen helyet cserél: a szimmetriatengely a húrtrapéz két (egymással szemközti) oldalának közös felezőmerőlegese, a másik két (egymással szintén szemközti oldal) pedig egymás tükörképe. A fenti meghatározáson túl sok más ekvivalens tulajdonság is létezik, amik szintén lehetséges definícióként választhatóak, ez részben tükröződik az alakzatot megnevező szinonimák sokaságában is.
- Paralelogramma: a két-két szemközti oldal párhuzamos. Ebből az is következik, hogy a szemközti oldalak egyforma hosszúak, a szemközti szögek egyenlőek, és az átlók felezik egymást. Minden paralelogramma trapéz.
- Deltoid: két-két egymás melletti oldal azonos hosszúságú. Ebből az is következik, hogy a szögek közül az egyik megegyezik a vele szemközti szöggel, és hogy az egyik átló merőlegesen metszi a másikat, és felezi azt. Angol nyelvterületen csak a konvex négyszögeket tekintik deltoidnak, míg a német és magyar nyelvterületen a konkávot is. Minden konvex deltoid érintőnégyszög.
- Rombusz: mind a négy oldal egyenlő hosszúságú. Ebből az is következik, hogy a szemközti oldalak párhuzamosak, a szemközti szögek egyenlőek, és az átlók merőlegesen metszik és felezik egymást. A rombusz egyben deltoid és érintőnégyszög is.
- Téglalap: minden szöge derékszögű. Ebből az is következik, hogy a szemközti oldalak párhuzamosak és páronként egyenlő hosszúak, illetve hogy az átlók egyenlő hosszúak és felezik egymást. A téglalap egyben paralelogramma és húrnégyszög is.
- Négyzet (szabályos négyszög): mind a négy oldal egyenlő hosszúságú, és minden szöge derékszög. Ebből az is következik, hogy a szemközti oldalak párhuzamosak és páronként egyenlő hosszúak, illetve hogy az átlók egyenlő hosszúak, derékszögben metszik és felezik egymást. A négyzet egyszerre téglalap, paralelogramma, deltoid és húrnégyszög.
- Húrnégyszög: a négy csúcspont köré kör írható, vagyis minden oldala ugyanannak a körnek a húrja.
- Érintőnégyszög: minden oldala ugyanannak a beírt körnek az érintője.
- Bicentrikus négyszög: egyszerre húr- és érintőnégyszög.

Magyarázat az ábrához:
| Terület(ek) sorszáma | Megnevezés           |
| -------------------- | -------------------- |
| 1–14                 | Négyszög             |
| 14                   | Elfajult négyszög    |
| 1–13                 | Egyszerű négyszög    |
| 13                   | Konkáv négyszög      |
| 1–12                 | Konvex négyszög      |
| 1–3, 6, 8, 10        | Trapéz               |
| 1–5, 11              | Húrnégyszög          |
| 1–3                  | Húrtrapéz            |
| 1, 4–7, 9            | Érintőnégyszög       |
| 1, 4, 5              | Bicentrikus négyszög |
| 1, 2, 6, 8           | Paralelogramma       |
| 1, 4, 6, 7           | Konvex deltoid       |
| 1, 4                 | Bicentrikus deltoid  |
| 1, 6                 | Rombusz              |
| 1, 2                 | Téglalap             |
| 1                    | Négyzet              |

## Külső hivatkozások
- Varignon and Wittenbauer Parallelograms by Antonio Gutiérrez from "Geometry Step by Step from the Land of the Incas"
- Van Aubel's theorem Quadrilateral with four squares by Antonio Gutiérrez from "Geometry Step by Step from the Land of the Incas"
- Compendium Geometry Analytic Geometry of Quadrilaterals
- Quadrilaterals Formed by Perpendicular Bisectors
- Projective Collinearity in a Quadrilateral